# 新竹縣竹北市東海國民小學
新竹縣竹北市東海國民小學，簡稱東海國小（Hsinchu County Dung-Hai Elementary School），為一所座落於新竹縣竹北市東海里的公立國民小學。

## 校史沿革
- 1956年8月1日，以竹北鄉東海村、隘口村為學區，創設「新竹縣竹北鄉六家國民學校東海分校」，核定招生24班。
- 1959年8月1日，由六家國民學校獨立為「新竹縣竹北鄉東海國民學校」。
- 1968年1月27日，全國實施九年國民義務教育，奉令更名為「新竹縣竹北鄉東海國民小學」。
- 1988年10月31日，因竹北鄉改制，奉令更名為「新竹縣竹北市東海國民小學」。

## 歷任校長
| 任別     | 校長   | 任期                  |
| -------- | ------ | --------------------- |
| 第一任   | 陳玉球 | 1956.08.01-1961.07.31 |
| 第二任   | 鄭書聲 | 1961.08.01-1971.02.01 |
| 第三任   | 陳振鍊 | 1971.08.01-1975.07.01 |
| 第四任   | 何慶雄 | 1975.08.01-1983.07.31 |
| 第五任   | 吳嘉智 | 1983.08.01-1988.07.31 |
| 第六任   | 邱鏡榮 | 1988.08.01-1993.07.31 |
| 第七任   | 許世烈 | 1993.08.01-1994.07.31 |
| 第八任   | 莊資猛 | 1994.08.01-1999.07.31 |
| 第九任   | 林勝和 | 1999.08.01-2002.07.31 |
| 第十任   | 陳乙華 | 2002.02.01-2009.07.31 |
| 第十一任 | 黃明勇 | 2009.08.01-2013.07.31 |
| 第十二任 | 葉彭鈞 | 2013.08.01-2019.07.31 |
| 第十三任 | 彭祥瑀 | 2019.08.01-迄今       |

## 行政單位
- 校長室
- 教導處
- 總務處
- 人事室
- 附設幼兒園

## 學區劃分
東海里（全里）。包含：隘口里1鄰、4鄰、9鄰（不含高鐵九路50、52號）、13鄰、14鄰（不含堤頂街1至88號；隘口老街2、6、30號；興隆路五段358
巷55號）、15鄰（鄰整編後）。芎林鄉下山村6至8鄰為芎林國小及東海國小共同學區（107學年度起）。

## 附註
1. ↑  竹北市公所.  (PDF). 竹北市公所.   [2020-06-11]. （原始内容存档 (PDF)于2020-06-11）.

## 外部連結
- 新竹縣竹北市東海國民小學 （页面存档备份，存于）